# Gornja Kupčina
Gornja Kupčina je naseljeno mjesto u Republici Hrvatskoj u Zagrebačkoj županiji.

## Zemljopis
Administrativno je u sastavu Jastrebarskog. Naselje se proteže na površini od 10,89 km². 

## Stanovništvo
Prema popisu stanovništva iz 2001. godine Gornja Kupčina ima 195 stanovnika koji žive u 58 kućanstava. Gustoća naseljenosti iznosi 17,91 st./km².
| broj stanovnika | 303   | 347   | 353   | 364   | 323   | 360   | 329   | 337   | 302   | 332   | 300   | 299   | 263   | 247   | 195   | 148   | 139   |
|                 | 1857. | 1869. | 1880. | 1890. | 1900. | 1910. | 1921. | 1931. | 1948. | 1953. | 1961. | 1971. | 1981. | 1991. | 2001. | 2011. | 2021. |

## Znamenitosti
- Crkva sv. Margarete, zaštićeno kulturno dobro